# آلیبریس
آلیبریس (انگلیسی: Alibris) شرکت خرده‌فروشی آمریکایی است، که در سال ۱۹۹۷ تأسیس شد.